# Велика Березовиця (гміна)
Гміна Велика Березовиця (пол. Gmina Berezowica Wielka) — сільська гміна в Тернопільському повіті Тернопільського воєводства Другої Речі Посполитої. Адміністративним центром гміни було село Велика Березовиця (тепер селище міського типу).
Гміна утворена 1 серпня 1934 року в рамках нового закону про самоврядування (23 березня 1933 року).
Площа гміни — 82,97 км².
Кількість житлових будинків — 1410.
Кількість мешканців — 6725
Гміну створено на основі давніших сільських гмін: Велика Березовиця, Буцнів, Острів, Петриків.